# Kuomintang
Kuomintang ili prevedeno Kineska nacionalistička partija (skraćeno KMT) naziv je političke stranke Republike Kine odnosno Tajvana.
Kuomintang su osnovali Song Điaoren i Sun Jat-sen nakon Kineske revolucije 1911. godine. Kasnije ju je vodio Čang Kaj-šek, a upravljala je Kinom od 1928. do povlačenja na Tajvan nakon pobjede komunista u građanskom ratu.
Na Tajvanu, KMT je kontrolirao vladu principom jednostranačkog sustava sve do reformi kasnih 1970-tih kada prestaje biti jedina i postupno gubi dotadašnji utjecaj. Do tada, Republika Kina i Kuomintang doživljavani su kao sinonimi.